# Keratéa
Keratéa (en grec moderne : Κερατέα) est une ville de l'Attique de l'Est, en Grèce, appartenant au dème du Lauréotique. Selon le recensement de 2011, sa population était de 14 763 habitants.